# Metanema ugallia
Metanema ugallia är en fjärilsart som beskrevs av Dyar 1912. Metanema ugallia ingår i släktet Metanema och familjen mätare. Inga underarter finns listade i Catalogue of Life.